# Euphorbia turbiniformis
Euphorbia turbiniformis ist eine Pflanzenart aus der Gattung Wolfsmilch (Euphorbia) in der Familie der Wolfsmilchgewächse (Euphorbiaceae).

## Beschreibung
Die sukkulente Euphorbia turbiniformis hat faserige Wurzeln und wächst mit einem kugeligen und unverzweigten, manchmal auch dichotomisch geteiltem Körper. Sie wird etwa bis 4 Zentimeter im Durchmesser groß und ist grünlich braun gefärbt. Auf der Oberfläche befinden sich etwa 5 Millimeter große Felder, die in 14 bis 20 Reihen über den Pflanzenkörper verteilt sind und ihn dadurch mit einem Muster versehen. In der Mitte dieser Felder befinden sich jeweils eine sehr kleine Schuppe.
Der Blütenstand besteht aus etwa 2 Millimeter großen, einfachen Cymen, die direkt oberhalb der Schuppen erscheinen. Sie stehen radial um den Scheitel gruppiert, jeweils 1 bis 2 zusammen, mit jeweils 2 bis 3 seitlichen Cyathien. Die Blütenstandstiele sind bis 5 Millimeter lang, die Cyathien bis 2 Millimeter im Durchmesser groß. Die gerundeten Nektardrüsen sind gelblich gefärbt und stehen einzeln. Der Fruchtknoten steht auf einem zurückgebogenen Blütenstiel und ragt heraus.

## Verbreitung und Systematik
Euphorbia turbiniformis ist im Nordosten von Somalia auf einem exponierten Kalksteinplateau mit kleinen Sträuchern in Höhenlagen von etwa 300 Meter verbreitet.
Die Erstbeschreibung der Art erfolgte 1929 durch Emilio Chiovenda.